# فور هول سومپ
فور هول سومپ (به انگلیسی: Four Hole Swamp) رودخانه‌ای است که در ایالات متحده آمریکا جریان دارد.